# Internationale Cricket-Saison 1961/62
Die internationale Cricket-Saison 1961/62 fand zwischen Oktober 1961 und März 1962 statt. Als Wintersaison wurden vorwiegend Heimspiele der Mannschaften aus Südasien, der Karibik und Ozeanien ausgetragen.

## Überblick

### Internationale Touren
| Beginn            | Heimteam    | Auswärtsteam | Resultate | Artikel |
| Beginn            | Heimteam    | Auswärtsteam | Test      | Artikel |
| ----------------- | ----------- | ------------ | --------- | ------- |
| 21. Oktober 1961  | Pakistan    | England      | 0–1 [3]   | Artikel |
| 11. November 1961 | Indien      | England      | 2–0 [5]   | Artikel |
| 8. Dezember 1961  | Südafrika   | Neuseeland   | 2–2 [5]   | Artikel |
| 16. Februar 1962  | West Indies | Indien       | 5–0 [5]   | Artikel |

## Nationale Meisterschaften
Aufgeführt sind die nationalen Meisterschaften der Full Member des ICC.
| Land                  | First-Class                 |
| --------------------- | --------------------------- |
| Australien            | Sheffield Shield 1961/62    |
| Indien                | Ranji Trophy 1961/62        |
| Duleep Trophy 1961/62 |                             |
| Neuseeland            | Plunket Shield 1961/62      |
| Pakistan              | Quaid-e-Azam Trophy 1961/62 |
| Ayub Trophy 1961/62   |                             |
| Südafrika             | Currie Cup 1961/62          |